# Dixon Ward
Dixon McRae Ward (* 23. September 1968 in Leduc, Alberta) ist ein ehemaliger kanadischer Eishockeyspieler, der im Verlauf seiner aktiven Karriere zwischen 1988 und 2004 unter anderem 599 Spiele für die Vancouver Canucks, Los Angeles Kings, Toronto Maple Leafs, Buffalo Sabres, Boston Bruins und New York Rangers in der National Hockey League (NHL) auf der Position des rechten Flügelstürmers bestritten hat. Seinen größten Karriereerfolg feierte Ward, dessen jüngerer Bruder Colin ebenfalls professioneller Eishockeyspieler war, jedoch im Trikot der Rochester Americans aus der American Hockey League (AHL) mit dem Gewinn des Calder Cups im Jahr 1996. Im Zuge dieses Erfolgs erhielt er zudem die Jack A. Butterfield Trophy als wertvollster Spieler der Playoffs.

## Karriere
Ward war zunächst von 1986 bis 1988 für die Red Deer Rustlers in der Alberta Junior Hockey League (AJHL) aktiv. Beim NHL Entry Draft 1988 wurde er in der siebten Runde an insgesamt 128. Position von den Vancouver Canucks ausgewählt. Anschließend begann der Angreifer ein Studium an der University of North Dakota und ging die folgenden vier Jahre für deren Eishockeymannschaft, die Fighting Sioux, in der Western Collegiate Hockey Association (WCHA), einer Division im Spielbetrieb der National Collegiate Athletic Association (NCAA), aufs Eis. Während dieser Zeit wurde der Kanadier zwei Mal in das Second All-Star Team der Liga gewählt.
Zur Saison 1992/93 debütierte der Rechtsschütze für die Vancouver Canucks in der National Hockey League (NHL), wobei er für das Team 70 Begegnungen in der regulären Saison absolvierte und 52 Scorerpunkte erzielte. Mit einem Wert von +34 in der Plus/Minus-Bilanz führte er außerdem ligaweit alle Rookies an. Im Januar 1994 transferierten ihn die Vancouver Canucks im Austausch für Jimmy Carson zu den Los Angeles Kings. Für die Kalifornier bestritt Dixon 34 NHL-Spiele, ehe er noch vor Beginn der folgenden Saison in einem sechs Spieler umfassenden Tauschhandel an die Toronto Maple Leafs abgegeben wurde. Während er gemeinsam mit Guy Leveque, Kelly Fairchild und Shayne Toporowski nach Toronto ging, wechselten Éric Lacroix, Chris Snell und ein Viertrunden-Wahlrecht im NHL Entry Draft 1996 zu den LA Kings. Jedoch fand er sich auch dort – ebenso wie zuvor in Los Angeles – nicht wirklich zurecht und blieb weit hinter seinen Leistungen der Rookiesaison zurück. Entscheidenden Aufschwung in die Karriere des Kanadiers brachte die Vertragsunterschrift im September 1995 bei den Buffalo Sabres, bei denen er als Free Agent anheuerte.
Nachdem er seine erste Saison in der Organisation der Buffalo Sabres noch vorwiegend bei deren Farmteam, den Rochester Americans, in der American Hockey League (AHL) verbracht hatte, mit denen er 1996 als wertvollster Akteur der Endrunde – mit der Jack A. Butterfield Trophy honoriert – den Calder Cup gewann und außerdem den Sprung in die Rangliste der zehn besten Punktesammler in der Liga schaffte, setzte sich Dixon im Verlauf der Saison 1996/97 ebenfalls als Stammkraft im NHL-Kader der Buffalo Sabres durch. Das Spieljahr 1998/99 stellte sein erfolgreichstes im Dress der Sabres dar, mit denen der Flügelstürmer die Finalserie um den Stanley Cup erreichte. In sechs Partien unterlag jedoch das Team den Dallas Stars, wobei der Rechtsschütze mit einem Treffer erfolgreich war. Für die Saison 2000/01 wurde der Free Agent von den Boston Bruins engagiert und stand für diese in 63 NHL-Spielen auf dem Eis.
Im Anschluss an diese Spielzeit nahm er erstmals ein Angebot aus Europa an und verbrachte das Spieljahr 2001/02 im Emmental bei den SCL Tigers aus der Nationalliga A (NLA). Anfang Oktober 2002 wurde der Kanadier von den New York Rangers unter Vertrag genommen, verbrachte den überwiegenden Teil der Saison allerdings bei deren AHL-Farmteam Hartford Wolf Pack. Anschließend kehrte Ward nochmals für eine Saison in die Schweiz zurück und bestritt seine letzte Profisaison im Trikot des SC Rapperswil-Jona, in der er zudem mit dem Team Canada den prestigeträchtigen Spengler Cup gewann.

## Erfolge und Auszeichnungen
| - 1991 WCHA Second All-Star Team - 1992 WCHA Second All-Star Team - 1996 Calder-Cup-Gewinn mit den Rochester Americans | - 1996 Jack A. Butterfield Trophy - 2003 Spengler-Cup-Gewinn mit dem Team Canada |

## Karrierestatistik
(Legende zur Spielerstatistik: Sp oder GP = absolvierte Spiele; T oder G = erzielte Tore; V oder A = erzielte Assists; Pkt oder Pts = erzielte Scorerpunkte; SM oder PIM = erhaltene Strafminuten; +/− = Plus/Minus-Bilanz; PP = erzielte Überzahltore; SH = erzielte Unterzahltore; GW = erzielte Siegtore; 1 Play-downs/Relegation; Kursiv: Statistik nicht vollständig)